# Boos (Bawaria)
Boos – miejscowość i gmina w Niemczech, w kraju związkowym Bawaria, w rejencji Szwabia, w regionie Donau-Iller, w powiecie Unterallgäu, siedziba wspólnoty administracyjnej Boos. Leży w Szwabii, około 23 km na północny zachód od Mindelheimu, nad rzeką Roth.

## Dzielnice
W skład gminy wchodzą następujące dzielnice:
- Boos
- Reichau

## Demografia
| Rok  | Liczba mieszk. |
| ---- | -------------- |
| 1970 | 1 730          |
| 1987 | 1 692          |
| 2000 | 1 890          |

## Polityka
Wójtem gminy jest Helmut Erben, rada gminy składa się z 12 osób.
|      | FWG | Bürgerblock/CSU/WG Landwirtschaft/Offene Liste | WG Reichau | Razem |
| 2008 | 5   | 4                                              | 3          | 12    |
| 2002 | 5   | 4                                              | 3          | 12    |

## Oświata
W gminie znajduje się przedszkole (75 miejsc) oraz szkoła (podstawowa i częściowo Hauptschule, 11 nauczycieli i 193 uczniów).